# ووپر
ووپر رودی است به راین (رود) می‌ریزد. این رود از کشور آلمان می‌گذرد.
این رود در مسیر 116 کیلومتری خود را از شهر ووپرتال عبور می کند، جایی که راه آهن معلق 10 کیلومتر از رودخانه عبور می کند.